# Wysoka Góra (Srokowo)
Wysoka Góra (deutsch Hochberg) ist ein Dorf in der polnischen Woiwodschaft Ermland-Masuren. Es gehört zur Gmina Srokowo (Drengfurth) im Powiat Kętrzyński (Kreis Rastenburg).

## Geographische Lage
Wysoka Góra liegt in der nördlichen Mitte der Woiwodschaft Ermland-Masuren, 21 Kilometer nordöstlich der Kreisstadt Kętrzyn (deutsch Rastenburg).

## Geschichte
Am 28. August 1821 erhielt der als Abbau Borchert bezeichnete große Hof offiziell den Namen „Hochberg“. Bis 1945 war er Wohnplatz innerhalb der Stadt Drengfurth (polnisch Srokowo) im ostpreußischen Kreis Rastenburg. 1885 zählte er elf Einwohner, 1905 bereits 43.
Als 1945 in Kriegsfolge das gesamte südliche Ostpreußen an Polen überstellt wurde, war auch Hochberg davon betroffen. Das Dorf erhielt die polnische Namensform „Wysoka Góra“ und ist heute Sitz eines Schulzenamtes (polnisch Sołectwo) innerhalb der Landgemeinde Srokowo (Drengfurth) im Powiat Kętrzyński (Kreis Rastenburg), bis 1998 der Woiwodschaft Olsztyn, seither der Woiwodschaft Ermland-Masuren zugeordnet. Im Jahre 2011 zählte Wysoka Góra 36 Einwohner.

## Kirche
Bis 1945 war Hochberg in die evangelische Pfarrkirche Drengfurth in der Kirchenprovinz Ostpreußen der Kirche der Altpreußischen Union sowie in die katholische St.-Katharinen-Kirche Rastenburg im damaligen Bistum Ermland eingegliedert. Heute gehört Wysoka Góra zur katholischen Pfarrei Srokowo im jetzigen Erzbistum Ermland, außerdem zur evangelischen Kirche Srokowo, einer Filialkirche der Pfarrei Kętrzyn in der Diözese Masuren der Evangelisch-Augsburgischen Kirche in Polen.

## Verkehr
Wysoka Góra ist von der Woiwodschaftsstraße 650 von Srokowo aus über eine nach Sówka (deutsch Eulenhof) führende Straße erreichbar. Außerdem führt eine Straße von Suchodoły (Friedenthal) direkt in den Ort. Eine Bahnanbindung besteht nicht.